# Théorie de l'écodéveloppement
 (mai 2024).
La mise en forme du texte ne suit pas les recommandations de Wikipédia : il faut le « wikifier ».
Les points d'amélioration suivants sont les cas les plus fréquents :
- Les titres sont pré-formatés par le logiciel. Ils ne sont ni en capitales, ni en gras.
- Le texte ne doit pas être écrit en capitales (les noms de famille non plus), ni en gras, ni en italique, ni en « petit »…
- Le gras n'est utilisé que pour surligner le titre de l'article dans l'introduction, une seule fois.
- L'italique est rarement utilisé : mots en langue étrangère, titres d'œuvres, noms de bateaux, etc.
- Les citations ne sont pas en italique mais en corps de texte normal. Elles sont entourées par des guillemets français : « et ».
- Les listes à puces sont à éviter, des paragraphes rédigés étant largement préférés. Les tableaux sont à réserver à la présentation de données structurées (résultats, etc.).
- Les appels de note de bas de page (petits chiffres en exposant, introduits par l'outil «  Source ») sont à placer entre la fin de phrase et le point final[comme ça].
- Les liens internes (vers d'autres articles de Wikipédia) sont à choisir avec parcimonie. Créez des liens vers des articles approfondissant le sujet. Les termes génériques sans rapport avec le sujet sont à éviter, ainsi que les répétitions de liens vers un même terme.
- Les liens externes sont à placer uniquement dans une section « Liens externes », à la fin de l'article. Ces liens sont à choisir avec parcimonie suivant les règles définies. Si un lien sert de source à l'article, son insertion dans le texte est à faire par les notes de bas de page.
- La présentation des références doit suivre les conventions bibliographiques. Il est recommandé d'utiliser les modèles {{Ouvrage}}, {{Chapitre}}, {{Article}}, {{Lien web}} et/ou {{Bibliographie}}. Le mode d'édition visuel peut mettre en forme automatiquement les références.
- Insérer une infobox (cadre d'informations à droite) n'est pas obligatoire pour parachever la mise en page.

Pour une aide détaillée, merci de consulter Aide:Wikification.
Si vous pensez que ces points ont été résolus, vous pouvez retirer ce bandeau et améliorer la mise en forme d'un autre article.
Le concept d’écodéveloppement voit le jour en 1972 lors de la première Conférence des Nations Unies sur l'environnement à Stockholm, à l'initiative de l'homme d'État canadien Maurice Strong. Popularisé par l’économiste franco-polonais Ignacy Sachs, l'écodéveloppement cherche à concilier le développement économique endogène avec le respect de la Nature. Le concept n'a pas été largement repris, mais il a nourri la notion de développement durable, concept phare du sommet de Rio en 1992.

## Définition
L’écodéveloppement, qui peut être vu comme le précurseur du développement durable, tient en différents principes qui donnent une version détaillée et complète du concept.
1. Pertinence sociale. Il faut combiner la pertinence sociale et l'équité des solutions suggérées.
2. Prudence écologique. L'externalisation des impacts environnementaux ne doit plus être possible.
3. Efficacité économique. L'économie doit être mieux situer et son efficacité mesurée.
4. Culturel. Chaque modèle de développement propre à un pays va lui permettre de prolonger son histoire et sa culture.
5. Territorialité. L'aménagement du territoire et socio-économique doivent être pensés ensemble afin de gérer les impacts.

Ignacy Sachs, qui oriente tout particulièrement son projet vers le développement des pays du Sud insiste sur l’ordre précis et le caractère hiérarchique de ce programme. Les trois premiers principes (Pertinence sociale, prudence écologique et efficacité économique) constituent la définition simplifiée du concept. Dans cette définition, l’économie n’est pas un pilier à part entière comme dans la définition du développement durable, mais bien un outil incontournable pour arriver à cet objectif de développement. L’efficacité économique est présenté en dernier comme un outil nécessaire, puisque sans cette viabilité économique rien n’est possible.

## Abandon du projet
En 1983, l’ancienne ministre norvégienne Gro Harlem Brundtland crée la commission mondiale sur l’environnement et le développement, qui va créer un projet conciliant environnement et économie, soit le rapport Brundtland à l’origine de la définition du développement durable. Au sommet de Rio en 1992, le développement durable sera présenté sous ses trois piliers connus encore aujourd’hui.
En réalité, la redistribution des pouvoirs entre les pays du Nord et du Sud remettait en question la domination des pays du Nord, qui se sont alors opposés au projet d’écodéveloppement en tant que tel. De plus, la finalité du modèle de Sachs est éthique et sociale et non économique.

## Historique
- 1972 : Sommet de la Terre à Stockholm et introduction du concept d’écodéveloppement.
- 1980 : Publication de l’ouvrage « L’écodéveloppement: stratégies pour le XXIème siècle» de Sachs[7].
- 1987 : Publication du rapport Brundtland et introduction du concept de développement durable[8].
- 1992 : Sommet de la Terre à Rio et définition du développement durable sous la forme de trois piliers.
- 1994 : Publication de l’ouvrage « La troisième Rive: à la recherche de l’écodéveloppement » de Sachs[9].